# Liborina
Liborina – miasto w Kolumbii, w departamencie Antioquia.